# Ogrodniki (Biała Podlaska)
Ogrodniki es un pueblo ubicado en la gmina Biała Podlaska, distrito de Biała Podlaska, voivodato de Lublin, Polonia.

## Superficie
Cuenta con una superficie de 0,6690 kilómetros cuadrados.

## Demografía
Hasta 2011 la población era de 85 habitantes, con una densidad de población de 127,1 habitantes por kilómetro cuadrado. Estaba conformada por 39 hombres (45,9%) y 46 mujeres (54,1%), según el censo de la Oficina Central de Estadística.